# Процесс по делу «Вельтбюне»

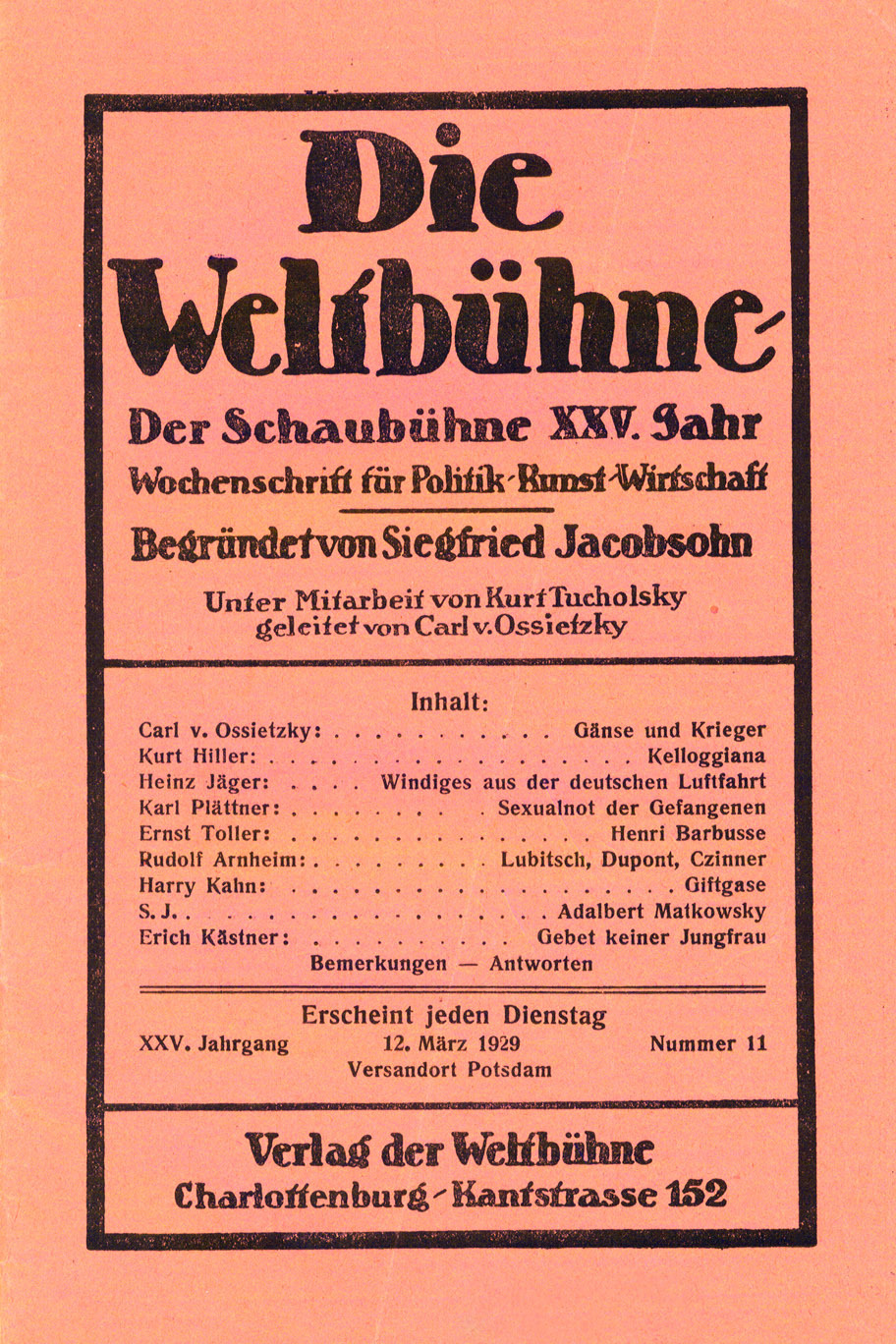
Die Weltbühne с 12 марта 1929 г.

Процесс по делу «Вельтбюне» (нем. Weltbühne-Prozess) — также известно как дело Осецкого и Крейзера. Это был важный уголовный процесс в Веймарской республике против журналистов, критиковавших армию. Редактор еженедельного журнала «Die Weltbühne» Карл фон Осецкий и эксперт по авиации Вальтер Крейзер были обвинены в государственной измене и выдаче военных секретов — за раскрытие информации о том, что Рейхсвер тайно наращивал военно-воздушные силы, нарушая Версальский договор. В ноябре 1931 года их приговорили к 18 месяцам тюрьмы. Результаты судебного процесса вызвали широкий резонанс среди немецких левых и в зарубежной прессе, которые увидели в этом доказательства того, что Германия возвращается к довоенному милитаризму.
Крейзер не попал в тюрьму, так как сбежал во Францию. Осецкого освободили по рождественской амнистии после восьми месяцев заключения.

## Исторический контекст

### Версальский договор
После поражения в Первой мировой войне Германии пришлось согласиться на жесткие ограничения её вооруженных сил, наложенные Версальским договором. Несмотря на подписание договора, правительство и Рейхсвер систематически пытались обойти его положения. В частности, они с самого начала старались обойти ограничение численности немецкой армии в 100 тыс. человек. Влиятельные круги в правительстве и рейхсвере тайно поддерживали создание военизированных формирований и создание нелегальных складов оружия. Эти военизированные объединения, возникшие из фрайкоров сразу послевоенного периода и Чёрный рейхсвер, были постоянным источником нестабильности во внутренней политике Веймарской республики.
Пацифистские и антимилитаристские круги Германии рассматривали поведение рейхсвера как угрозу внутреннему миру, а также внешней политике республики. На злоупотребления обратили внимание различные издания. История в «Вельтбюне» по об убийствах по приговорам фемических судов (1920—1923), совершаемых «Чёрным рейхсвером» против тех, кого они считали предателями, привело к возбуждению нескольких уголовных дел. Однако с самого начала Веймарской республики судебные разбирательства об этих преступлениях затруднялись партикуляризмом и консервативностью судей, которые заседали в Веймарских судах со времен Кайзера. Верховный суд Рейха вынес решение в пользу убийц по делу о фемических судах и заявил: «каждый гражданин имеет право на самооборону от незаконных посягательств на жизненно важные интересы государства». Пацифисты, выдавшие нелегальные тайники с оружием, были приговорены к лишению свободы на срок от 10 до 15 лет за государственную измену.

### Статья в«Die Weltbühne»с разоблачением рейхсвера
Среди журналистов, уделявших особое внимание тайному наращиванию немецкой армии, и в частности военно-воздушных сил, был авиаконструктор Вальтер Крейзер. С 1925 по 1927 год он опубликовал семь статей об авиации в «Вельтбюне» под псевдонимом «Конрад Видерхольд». В начале 1929 года он предложил журналу ещё одну статью. Это и была статья, которая привела к судебному процессу по делу «Вельтбюне».
Статья «Бурные дела немецкой авиации» (нем. Windiges aus der deutschen Luftfahrt), опубликованная под псевдонимом «Хайнц Йегер» в журнале «Вельтбюне» 12 марта 1929 года, вызвала недовольство рейхсвера. В пятистраничной статье Крейзер сначала затронул общие вопросы о положении немецкой авиации, а затем посвятил последние полторы страницы связям между Рейхсвером и авиапромышленностью. Из этого следовало, что Рейхсвер занимался тайным наращиванием военно-воздушных сил в нарушение Версальского договора. Рейхсвер сотрудничал с авиакомпанией Lufthansa в её специальном лётном центре на побережье, а также с Немецким научно-исследовательским институтом авиации на аэродроме Йоханнисталь-Адлерсхоф, где располагался секретный военный отдел.

## Суд по делу Вельтбюне

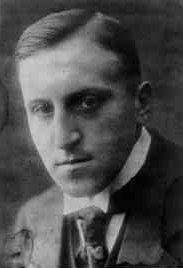
Карл фон Осецкий

1 августа 1929 года было возбуждено уголовное дело. Генеральный прокурор Германии сообщил министру внутренних дел Пруссии, что по факту публикации статьи начато предварительное расследование. Основанием послужило то, что Осецкий и Крейзер опубликовали информацию о национальной безопасности, которую немецкое государство имело основания хранить в тайне от других правительств ради национальных интересов, и что публикация ставит под угрозу безопасность страны. В ходе расследования в редакции «Вельтбюне» и в квартире Осецкого произвели обыск. Позднее в августе этого же года допросили и самого Осецкого.

### Политические последствия
Несмотря на возбуждение уголовного дела, правительство Германии оказалось в затруднительном положении из-за статьи в «Вельтбюне». Если бы правительство проигнорировало или просто отрицали материалы из статьи, то оно бы рисковало дальнейшими утечками о подробностях по тайному перевооружению. С другой стороны, принятие жестких мер против автора и издателя статьи было равносильно признанию, что Веймарская республика действительно нарушает условия Версальского договора и тайно наращивает военно-воздушные силы. В результате интересы рейхсвера и министерства иностранных дел разошлись.
Рейхсвер был очень обеспокоено тем, чтобы не поставить под угрозу военное сотрудничество с Советским Союзом в проекте перевооружения (Рапалльский договор 1922 года). С другой стороны, министерству иностранных дел пришлось учитывать то, что положение Германии на предстоящей Женевской конференции по разоружению окажется под ударом из-за публичного суда над журналистами. Начало судебного процесса отложили на столь долгий срок из-за сопротивления министра иностранных дел Густава Штреземана до своей смерти в октябре 1929 года.
Тем не менее, производство по делу Вельтбюне не прекратилось. Весной 1931 года три заинтересованных министерства наконец пришли к компромиссу, чтобы начать суд по делу. Спустя более чем два года после появления статьи обвинения были предъявлены 30 марта 1931 года, а начало судебного процесса назначили на 8 мая.

### Юристы на процессе
Со стороны прокуратуры и суда были юристы, которые уже приобрели известность в своей области. Прокурор Пауль Йорнс, под руководством которого составили обвинительное заключение против Осецкого, принимал участие в расследовании убийств Карла Либкнехта и Розы Люксембург и уничтожил улики против их убийц, чтобы они избежали наказания. Председатель четвертого уголовного сената Александр Баумгартен председательствовал в суде над рейхсвером в Ульме осенью 1930 года, на котором Адольф Гитлер пообещал, что НСДАП будет действовать строго законными методами в политической борьбе.
Защитой подсудимых занимались известные адвокаты: Макс Альсберг, Курт Розенфельд, Альфред Апфель и Рудольф Ольден.

### Ход суда
Судебное заседание было немедленно отложено из-за неявки представителя министерства иностранных дел (МИД). Защита настаивала, что помимо министерства обороны Рейха (Рейхсвера), МИД также направил бы эксперта, который должен был ответить на вопрос, содержала ли статья информацию, неизвестную иностранным государствам. Однако министерство иностранных дел пропустило суд и продолжало испытывать опасения о последствиях суда для внешней политики. Наконец, 24 августа 1931 года под давлением генерала Курта фон Шляйхера министерство иностранных дел подготовило письменное заключение, которое зачитали в ходе суда.
Судебный процесс, на котором не присутствовали пресса и публика, наконец состоялся 17 и 19 ноября 1931 года. Свидетелями обвинения выступили майор Химер из Рейхсвера и министр Вегердт из министерства транспорта. Они утверждали, что информация в статье правдива и должна была храниться в секрете в интересах национальной безопасности. Майор Химер был убежден, что благодаря статье иностранные разведки получили информацию о перевооружении рейхсвера. Однако никаких доказательств этого он предоставить не смог.
Суд отклонил всех 19 свидетелей защиты. Запрос о предоставлении доказательств стороной обвинения также не был принят судьями. Через этот запрос защита хотела доказать, что зарубежной разведке давно известно о действиях рейхсвера. Сам Осецкий на суде утверждал, что статья направлена исключительно на критику неподотчётного использования бюджета. Формулировки в разделе статьи, вызвавшем гнев рейхсвера, в значительной степени принадлежали ему и, по словам Осецкого, вряд ли были понятны неинформированной публике. Он объявил, что его целью было предупредить рейхсвер таким образом об утечке прежде, чем это превратится политический скандал.

### Вердикт суда
Судебный процесс закончился 23 ноября. Осецкого и Крейзера приговорили к 18 месяцам тюремного заключения за разглашение военной тайны.
Суд утверждал, что, по мнению экспертов, ответчики действительно распространили информацию, подлежащую сохранению в секрете. Понятие секретности, говорится в заключения суда, в данном деле относительное. Не имеет значения, были ли действия рейхсвера уже известны в определённых кругах. Суд подчеркнул, что гражданин обязан сохранять верность своей стране и не может осуждать нарушение международных договоров своей страной. Суд обосновал наличие преступного умысла у обвиняемых на основании того, что подсудимые — известные пацифисты. Это подтвердило выводы суда, что у них был преступный умысел: они хотели, чтобы статья имела антивоенный эффект. Из-за этого «неизбежно» и возникло желание у подсудимых раскрыть военные секреты.
Обвинительный приговор не был основан на Законе о государственной измене. Однако, по мнению суда, это не означает, что обвиняемые не совершили соответствующих элементов предусмотренного законом правонарушения. Напротив, суд пришёл к мнению, что уголовное преступление, предусмотренное Законом о шпионаже, заменяет собой аналогичный Закон о государственной измене Уголовного кодекса.

## Последствия вердикта суда

### Реакция в политической среде
Осецкий отреагировал на приговор с сарказмом: «полтора года тюрьмы? Это не так уж и плохо, потому что свобода в Германии оставляет желать лучшего. Разница между теми, кто сидит в тюрьме, и теми, кто не сидит, стирается». Он сказал, что приговор его не удивил, хотя он и не считал, что такой исход суда был полностью предсказуемым: «я знаю, что каждый журналист, критически относящийся к Рейхсверу, должен ожидать суда за измену; это естественный профессиональный риск. Тем не менее, на этот раз была предусмотрена приятная перемена: мы вышли из зала не как предатели страны, а как шпионы».

Реакция на приговор как в Германии, так и за рубежом была заметной. В своих выпусках от 1 и от 15 декабря 1931 года «Вельтбюне» опубликовал многочисленные комментарии иностранной прессы о судебном процессе, тон которых выражен в следующем отрывке из New York Evening Post:
Во-первых, это самый суровый приговор, когда-либо вынесенный журналисту-некоммунисту, и суд постигает этими приговорами любого, кто не согласен с возвратом к довоенному милитаризму Германии. Во-вторых, следует предположить, что правительство или, по крайней мере, министерство иностранных дел не одобрит это решение, поскольку оно привлекает внимание общественности к событиям, которые в противном случае были бы уже давно забыты или проигнорированы. Германия на Женевской конференции по разоружению всегда говорила в том, что условия Версальского договора с её стороны выполнены и что она полностью разоружилась — но теперь она должна будет защищаться от новых обвинений в том, что она сохраняет запрещенные военно-воздушные силы. В будущем критики будут меньше ссылаться не столько на статью от Вельтбюне, сколько на суд, который посчитал статью настолько опасной, что наказал Осецкого восемнадцатью месяцами тюрьмы. Апелляция невозможна, и он […] должен отбыть этот длительный срок. Характерной чертой немецких судов является то, что национал-социалистические предателей всегда приговаривают к более мягким наказаниям, в то время как либеральный критик милитаризма содержится в тюрьме вместе с обычными уголовниками. 
В Германии многие демократические политики также были потрясены. Председатель Рейхстага Пауль Лёбе писал: «я считаю, что приговор был огромной ошибкой не только в юридическом, но и в политическом отношении. […] Насколько мне известно, [в статье] не было написано ничего, что было бы неизвестно или полезно иностранным государствам, так что приговор кажется мне совершенно непонятным». После вынесения приговора различные организации пытались не допустить, чтоб Осецкий отбывал тюремное заключение. Например, в Рейхстаге Социал-демократическая партия Германии (СДПГ) направила правительству официальный парламентский запрос, в котором спрашивала, готово ли оно «принять все меры, чтобы предотвратить исполнение этого приговора суда». Немецкая лига за права человека проводила митинги и кампании по сбору подписей за освобождение Осецкого. Многие выдающиеся писатели и учёные, такие как Томас Манн, Генрих Манн, Арнольд Цвейг и Альберт Эйнштейн, поддержали просьбу о помиловании к рейхспрезиденту Паулю фон Гинденбургу, чтобы остановить исполнение приговора. Однако министерство юстиции даже не передало их запрос Гинденбургу. Таким образом, Осецкий начал свой тюремный срок в берлинской тюрьме «Тегель» 10 мая 1932 года. Вальтер Крейзер сразу после вынесения приговора бежал во Францию и таким образом избежал тюремного заключения. Осецкий утверждал:
Есть одна вещь, в отношении которой не должно быть никаких сомнений, и я подчеркиваю это всем друзьям и оппонентам, и особенно тем, кто будет заботиться о моем юридическом и физическом благополучии в течение следующих восемнадцати месяцев: я отправляюсь в тюрьму не из соображений покорности [решению суда], а потому, что я доставляю наибольшее неудобство, когда нахожусь в заключении. Я не преклоняюсь перед величием суда Рейха, облачённого в красный бархат, но остаюсь, как заключенный прусской тюрьмы, живой демонстрацией против решения высшего суда, которое, по-видимому, является политически предвзятым и юридически сильно извращенным.
В результате рождественской амнистии для политзаключенных Осецкий был освобождён 22 декабря 1932 года, после 227 дней тюрьмы.

### Правовая оценка
Процесс представлял собой одну из самых резких атак рейхсвера и судебной системы на прессу во времена Веймарской республики. Более того, зарубежным странам стало ясно, что Германия явно больше не намерена соблюдать пункты Версальского договора. Даже во время заключения Осецкого в концлагере — он был арестован нацистами после поджога Рейхстага 28 февраля 1933 года — ему еще предстояло ощутить последствия своего осуждения. Например, в споре о Нобелевской премии мира 1935 года, которая была присуждена ему «за борьбу против перевооружения Германии», некоторые утверждали, что он, в конце концов, был осуждённым предателем своей страны.
Современные юристы рассматривают вердикт суда как важный шаг к пути нацистского правосудия. Верховный суд создал такую правовую систему, которая основывалась не на законах и конституции, а на неясных, расплывчатых понятиях («измена отечеству», «долг гражданина быть верным стране», «благо государства»).
Юнгфер и Мюллер писали: «юрист Нитхаммер признал, что это была „новаторская“ услуга нацистскому праву, а „защитник нации“ Альфонс Зак похвалил суд за его „мужественный шаг […] против буквы конституции, способствовавший победе новой идеи государства“». Тем самым, суд внёс свой вклад в «создание нового закона, для которого единственной нормой является защита немецкого народа». Адвокат Осецкого Олден описал про решение суда то же самое: "отсюда проистекает та гнилость закона и чувства справедливости, которая приводит верховный суд к национал-социалистическому извращению всех правовых понятий, к легитимации убийства, когда оно служит «благополучию государства».
После вынесения приговора Осецкий признал, что Веймарская республика по крайней мере сохранила «декоративную сторону юридической процедуры». Однако он написал в «Вельтбюне» 1 декабря 1931 года: «Как только Третий рейх будет управляться в соответствии с платформой Боксхайма [планы нацистского переворота 1931 года, разработанные немецким юристом Вернером Бестом], предатели, такие как Крейзер и я, будут расстреляны без всякого шума».